# ماكسين بيك
ماكسين بيك (بالإنجليزية: Maxine Peake)‏ هي ممثلة بريطانية، ولدت في 14 يوليو 1974 في المملكة المتحدة.

## أعمال

### أفلام
- (2014) نظرية كل شيء[5][6]

### مسلسلات
- المرآة السوداء

## وصلات خارجية
- ماكسين بيك على موقع IMDb (الإنجليزية)
- ماكسين بيك على موقع ألو سيني (الفرنسية)
- ماكسين بيك على موقع ميوزك برينز (الإنجليزية)
- ماكسين بيك على موقع أول موفي (الإنجليزية)
- ماكسين بيك على موقع قاعدة بيانات الأفلام السويدية (السويدية)
- ماكسين بيك على موقع ديسكوغز (الإنجليزية)
- ماكسين بيك على موقع قاعدة بيانات الفيلم (الإنجليزية)
- ماكسين بيك على موقع كينوبويسك (الروسية)